# 断线卷管螺
断线卷管螺是新腹足目捲管螺科捲管螺属的一个種。其种加词“spectabilis”意为“显著的”，“引人注目的”。

## 分佈
本物種見台湾浅海沙底。